# La Loi du scalp
La Loi du scalp (War paint) est un western américain réalisé par Lesley Selander et sorti en 1953. Il a été tourné dans le Parc national de la vallée de la Mort.

## Synopsis
Un lieutenant de cavalerie américain est chargé de livrer un traité de paix à un puissant chef indien, mais deux Indiens ont juré de tuer l'officier avant qu'il ne mène à bien sa mission.

## Fiche technique
- Titre original : War paint
- Réalisation : Lesley Selander
- Scénario : C Fred Freiberger, William Tunberg, Aubrey Schenck (non crédité)
- Producteurs : Howard W. Koch, Aubrey Schenck
- Photographie : Gordon Avil
- Montage : John F. Schreyer
- Musique : Arthur Lange, Emil Newman
- Procédé : Pathécolor
- Production : Bel-Air Productions, K-B Productions
- Distributeur : United Artists
- Durée : 85 minutes
- Date de sortie :
  - États-Unis : 28 août 1953

## Distribution
- Robert Stack : Lt. Billings
- Joan Taylor : Wanima
- Charles McGraw : Sgt. Clarke
- Keith Larsen : Taslik
- Peter Graves : Trooper Tolson
- Robert Wilke : Trooper Grady
- Walter Reed : Trooper Allison
- John Doucette : Trooper Charnofsky
- Douglas Kennedy : Trooper Clancy
- Charles Nolte : Cpl. Hamilton
- James Parnell : Trooper Martin
- Paul Richards : Trooper Perkins
- William Pullen : Jeb
- Richard Cutting : Commissioner Kirby

## Production
War Paint est le premier film produit par la société Bel-Air Productions de Howard W. Koch, Aubrey Schenck. Ils avaient initialement signé pour trois films pour United Artists, mais comme Schenk était sous contrat avec RKO Pictures, il n'a pas été crédité au générique, bien qu'il en ait écrit l'histoire.